# Rocky Mountain Way

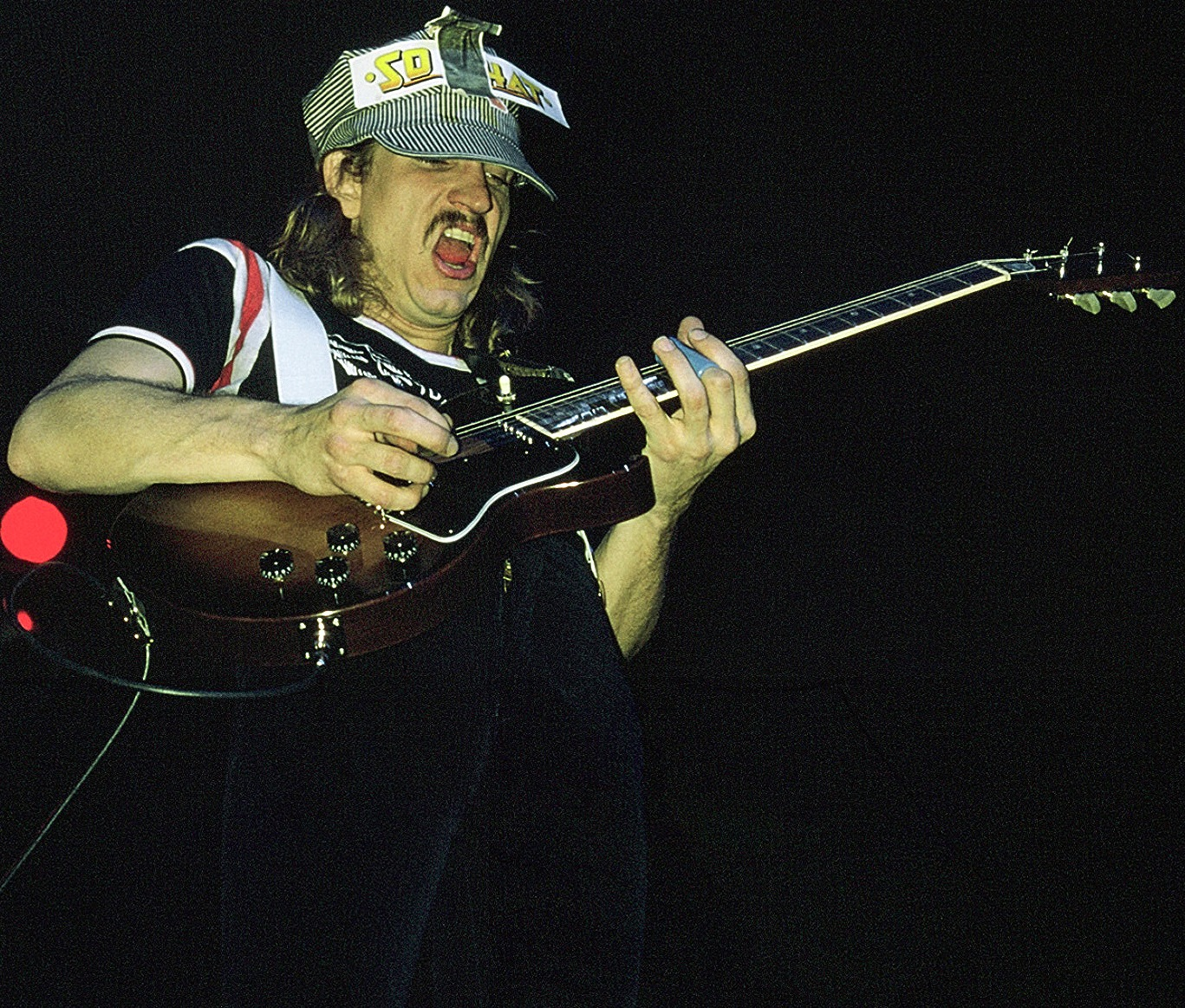
Joe Walsh (1975)

Rocky Mountain Way ist ein Bluesrock von Joe Walsh und seiner Band Barnstorm aus dem Jahr 1973, deren Komposition allen vier Bandmitgliedern zugeschrieben wird. Der Song wurde zuerst auf dem Album The Smoker You Drink, the Player You Get veröffentlicht.

## Musik
Der Titel war zuerst instrumental eingespielt, ein passender Text war Walsh noch nicht eingefallen. Walsh spielt die meiste Zeit Slide-Gitarre. Nach einem Drittel des Songs setzt ein langes Gitarrensolo bis zum Ende des Songs ein, zuerst mit der Slide-Gitarre, dann mit Talkbox, die er ohne Slide spielt, bevor zum Ende zurück zur Slide-Gitarre wechselt. Die Talkbox wurde vom Toningenieur Bob Heil gebaut.
Der Kritiker Michael Gallucci meinte dazu: „Der prägnante Ton der Talkbox verleiht Walshs stampfenden Blues einen futuristischen Schwung, als ob ein riesiges mechanisches Ungeheuer über den felsigen Bergen auftauchen würde.“

## Text
Walsh erzählte 2012 in einem Interview in der Howard Stern Show, wie ihm 1972 kurz nach der Veröffentlichung seines ersten Solo-Albums Barnstorm die Texte zu dem Song einfielen, in einer Situation, wo er Zweifel hatte, ob sein Ausstieg bei der James Gang der richtige Schritt war:

„Ich lebe in Colorado und mähe den Rasen. Ich schaue nach oben, und da ist der Gebirgszug Front Range der Rocky Mountains, auf der im Sommer Schnee liegt. Das hat mich umgehauen, weil es einfach wunderschön war. Und ich dachte: 'Nun, ich habe mich festgelegt. Ich bin schon in Colorado und es ist zu spät, um die James Gang zu bereuen. Der Rocky Mountain Weg ist besser als der Weg, den ich hatte, denn die Musik ist besser.' Ich hatte den Text. Bam!“

„In der zweiten Strophe geht es um mein altes Management, das uns dies und jenes sagt, und es ist Zeit, den Schlagmann zu wechseln. Mir kam das alles auf einmal. Und ich rannte hinein, um es aufzuschreiben, bevor ich es vergaß.“